# Bing Translator
Bing Translator (anteriormente Live Search Translator y Windows Live Translator) es un servicio proporcionado por Microsoft como parte de sus servicios Bing que permiten a los usuarios traducir textos o páginas web completas en diferentes idiomas. Todas las traducciones son con tecnología de Microsoft Translator (anteriormente SYSTRAN), desarrollado por Microsoft Research. Dos pares de transliteración (entre chino tradicional y chino simplificado) son proporcionados por Microsoft Windows International team. Textos relacionados con la informática son traducidos por la propia traducción automática estadística basado en sintaxis de la tecnología de Microsoft.

## Características
Además de texto estándar y traducción de la página web, el traductor Bing incluye varias características adicionales:
Al traducir una página web completa, o cuando el usuario selecciona "traducir esta página" en los resultados de búsqueda de Bing, el Visor de bilingüe se mostrará que permite a los usuarios examinar el texto de la página web de original y traducción en paralelo, apoyada por destacados sincronizados, desplazamiento y navegación
- Cuatro diseños de visor bilingüe están disponibles:
  - uno por lado
  - Superior e inferior
  - Original con la traducción de activable
  - Traducción con desplazamiento original
- Add-in para propietarios de sitios Web agregar una gota de agua - hacia abajo del menú para su sitio Web para la traducción en otro
- Lenguaje compatible con el traductor Bing.[2]
- Traducción de cualquier-a-cualquier idioma pares[2]
- Detectar automáticamente el idioma del texto o sitio Web traducido[2]
- Capacidad para invertir fácilmente la dirección de traducción[2]
- Integración con Internet Explorer y Microsoft Edge
  - Bing Translator Accelerator.[2]

## Opciones de idioma
Bing Translator opera con los siguientes idiomas.
1. Afrikáans
2. Alemán
3. Árabe
4. Benga
5. Bosnio
6. Búlgaro
7. Cantonés (tradicional)
8. Catalán
9. Checo
10. Chino (simplificado)
11. Chino (tradicional)
12. Coreano
13. Criollo haitiano
14. Croata
15. Danés
16. Eslovaco
17. Esloveno
18. Español
19. Estonio
20. Filipino
21. Finés
22. Fiyiano
23. Francés
24. Galés
25. Griego
26. Hebreo
27. Hindi
28. Hindi
29. Hmong Daw
30. Holandés
31. Húngaro
32. Indonesio
33. Inglés
34. Italiano
35. Japonés
36. Klingon (estándar y plqaD)
37. Letón
38. Lituano
39. Malayo
40. Malgache
41. Maltés
42. Maya (Yucateco)
43. Noruego
44. Persa
45. Polaco
46. Portugués
47. Querétaro (Otomi)
48. Rumano
49. Ruso
50. Samoano
51. Serbio (cirílico y latino)
52. Suajili
53. Sueco
54. Tahitiano
55. Tailandés
56. Tamil
57. Tongano
58. Turco
59. Ucraniano
60. Ordu
61. Vietnamita